# معرفت‌شناسی طبیعی‌شده
معرفت‌شناسی طبیعی‌شده ابداع شده توسط ویلارد ون اورمن کواین، مجموعه‌ای است ازنظرات فلسفی در رابطه با تئوری معرفت که بر نقش روش‌های تجربی طبیعی تأکید می‌کند. این تأکید مشترک بر روش‌های تجربی مطالعه معرفت تمرکز را بسوی فرایندهای اکتساب معرفت سوق می‌دهد و مطالعه معرفت را از بسیاری پرسش‌های فلسفی سنتی دور می‌کند. تمایزهای قابل ملاحظه‌ای در معرفت‌شناسی طبیعی شده وجود دارد. معرفت‌شناسی جایگزین مدعی است که معرفت‌شناسی سنتی باید کنار گذاشته شود و با روش‌شناسی‌های علوم طبیعی جایگزین شود. تز کلی طبیعت‌گرایی همگرا آن است که معرفت‌شناسی سنتی از طریق بکاربردن معرفتی که از علوم شناختی به دست می‌آوریم می‌تواند منتفع شود. طبیعت‌گرایی اصیل بر تساوی اِخبار شده دربارهٔ واقعیات معرفتی و واقعیات طبیعی تمرکز می‌کند.
اعتراضات به معرفت‌شناسی طبیعی شده ویژگی‌هایی این پروژه کلی، نیز ویژگی‌هایی از قرائت‌های خاص آن را نشانه می‌رود. برخی از معترضان پیشنهاد می‌کنند که معرفت تجربی طبیعی را نمی‌توان به صورت دوری بر معرفتی مبتنی ساخت که توسط معرفت از طریق علوم شناختی حاصل شده است که فی نفسه یک علم تجربی است. این اعتراض در باب دوری بودن به‌طور خاص طبیعت گرایی جایگزین قوی را هدف گرفته است. چالش‌های مشابهی در مورد طبیعت گرایی اصیل وجود دارد که بر اساس آن این تز طبیعت گرایی اصیل که تمام فاکت‌های معرفتی، فاکت‌ها و واقعیت‌های طبیعی هستند نه تنها امری دوری است بلکه در عین حال از توضیح دادن واقعیات خاصی طفره می‌روند و ناکام می‌مانند. برخی دیگر از معترضان خطایی را یافته‌اند، در مورد ناتوانی روش‌های طبیعی شده تا پرسش‌هایی را به نحو کافی مطرح کند در باب این که صورت‌های معرفت بالقوه دارای چه ارزشی هستند یا فاقد آن هستند. معرفت‌شناسی طبیعی شده به‌طور کلی مخالف پسیکولوژیسم امانوئل کانت، گوتلوب فرگه، کارل پوپر، ادموند هوسرل و دیگران است.

## اشکال طبیعت‌گرایی

### ناتورالیسم جایگزین
قرائت ویلارد ون اورمن کواین از معرفت‌شناسی طبیعی شده دلائلی بنفع شک جدی در باب بی‌ثمری مطالعه فلسفی سنتی معرفت تجربی را بررسی و ملاحظه می‌کند. این ملاحظات در پرتو عدم توانایی فیلسوفان برای یافتن پاسخی قانع کننده برای مشکلات شک گرایی افراطی، علی‌الخصوص انتقاددیوید هیوم' در مورد مسئله استقراء مطرح شد. این ملاحظات همچنین بخاطر کوشش‌ها و ناکامی‌های معاصر برای تقلیل ریاضیات به منطق محض توسط اعضای حلقه وین و همدردی فلسفی با آنها بوده است. کواین نتیجه می‌گیرد که مطالعات معرفت تجربی که با معنا و صدق سروکار دارد از رسیدن به هدف دکارتی یعنی یقین بازمی‌ماند. شکست‌ها در فروکاهش ریاضیات به منطق محض دربردارنده آن است که معرفت تجربی در بهترین حالت می‌تواند با کمک از کمترین مفاهیم تئوریک-مجموعی (نظریه مجموعه‌ها) خاص تعریف شود. حتی اگر نظریه مجموعه‌ها که فاقد قطعیت و یقین منطق محض است مقبول واقع شود آن گاه مفید بودن ساختن یک کدسازی معرفت تجربی همچون منطق یا نظریهٔ مجموعه‌ها ویران و نابوده شده توسط عدم توانایی برای بنای یک ترجمه مفید از منطق و نظریهٔ مجموعه‌ها که در پس معرفت تجربی است. اگر هیچ ترجمه‌ای بین معرفت تجربی و ساختارهای منطقی نتواند صورت بگیرد که هر دو شیوه را عملی کند آنگاه ویژگی‌های ساختاری تئوریک-مجموعی و منطقی محض به صورت مفیدی نمی‌تواند به فهم معرفت تجربی کمکی برساند.

### طبیعت‌گرایی همگرا
طبیعت‌گرایی همگرا قرائتی از معرفت‌شناسی طبیعی شده است که بیان می‌کند در حالی که پرسش‌های ارزشمندی برای دنبال کردن وجود دارد، در عین حال بر این باور است که نتایج تجربی برآمده از روان‌شناسی درباب این که افراد واقعاً چگونه می‌اندیشند و استدلال می‌کنند برای پیشرفت کردن در این گونه پرسش‌ها اساسی و مفید است بر اساس این گونه طبیعت‌گرایی محدودیت‌ها و توانای‌های زیست شناختی و روان شناختی ما مرتبط با مطالعه معرفت انسانی‌اند. کار و عمل تجربی مربوط به معرفت‌شناسی است اما تنها اگر معرفت‌شناسی فی نفسه به وسعت مطالعه رفتار آدمی باشد.

### طبیعت‌گرایی اصیل
طبیعت‌گرایی اصیل شکلی از معرفت‌شناسی طبیعی شده است که بر این امر تأکید می‌کند که چگونه تمام فاکت‌های معرفتی، فاکت‌های طبیعی هستند فاکت‌ها و واقعیات طبیعی بر دو ایده استوار هستند. نخست این که تمام واقعیات و فاکت‌های طبیعی شامل فاکت‌هایی هستند که علم می‌تواند آن را تأیید کند. دوم عبارت است از فراهم آوردن نمونه‌هایی که مشتمل بر موارد طبیعی‌اند. این امر می‌تواند به استنتاج چیز دیگری که می‌تواند مشمول باشد کمک کند.